# Protorhus longifolia
Protorhus longifolia là một loài thực vật có hoa trong họ Đào lộn hột. Loài này được (Bernh.) Engl. miêu tả khoa học đầu tiên năm 1881.

## Hình ảnh

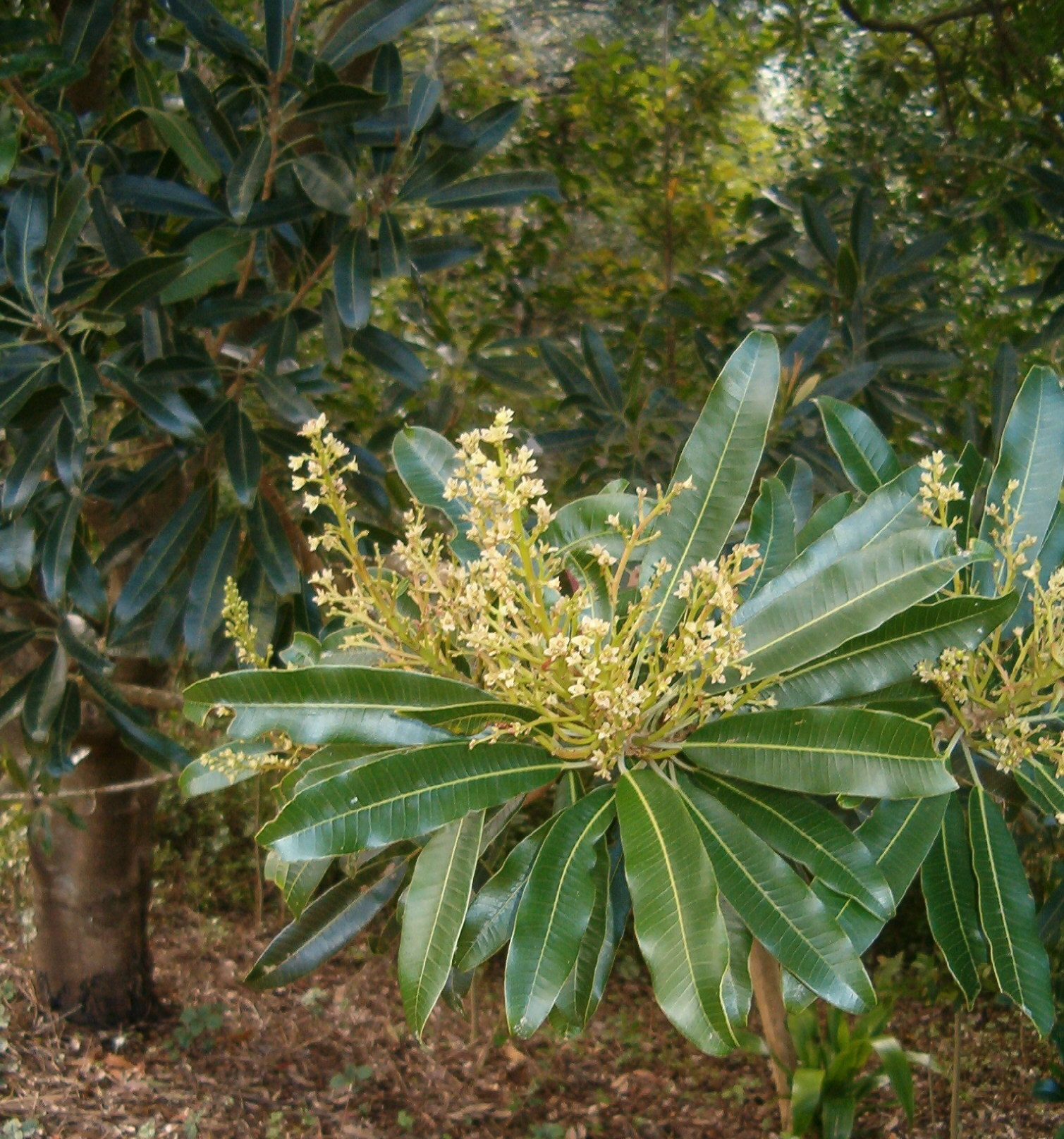
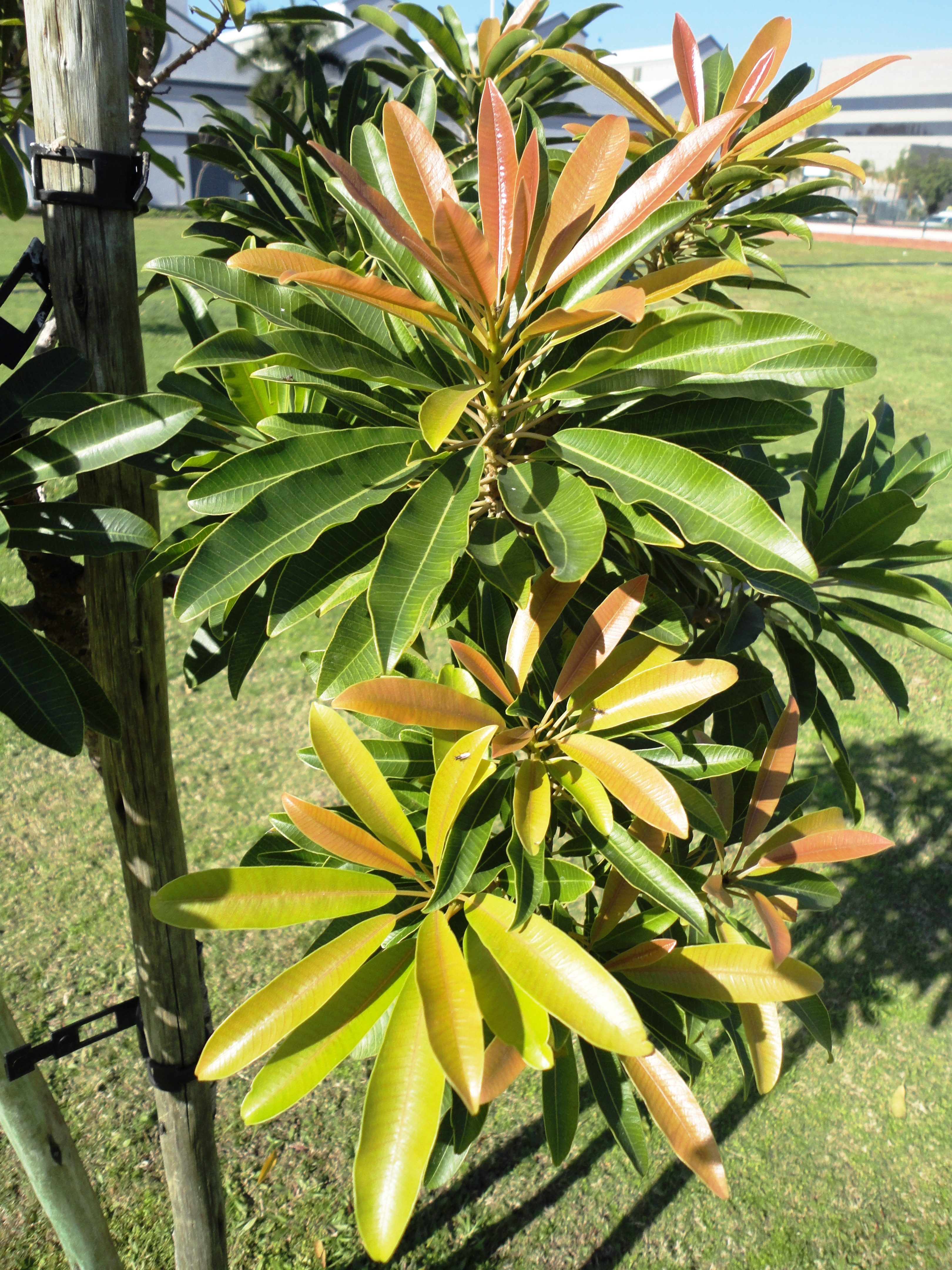
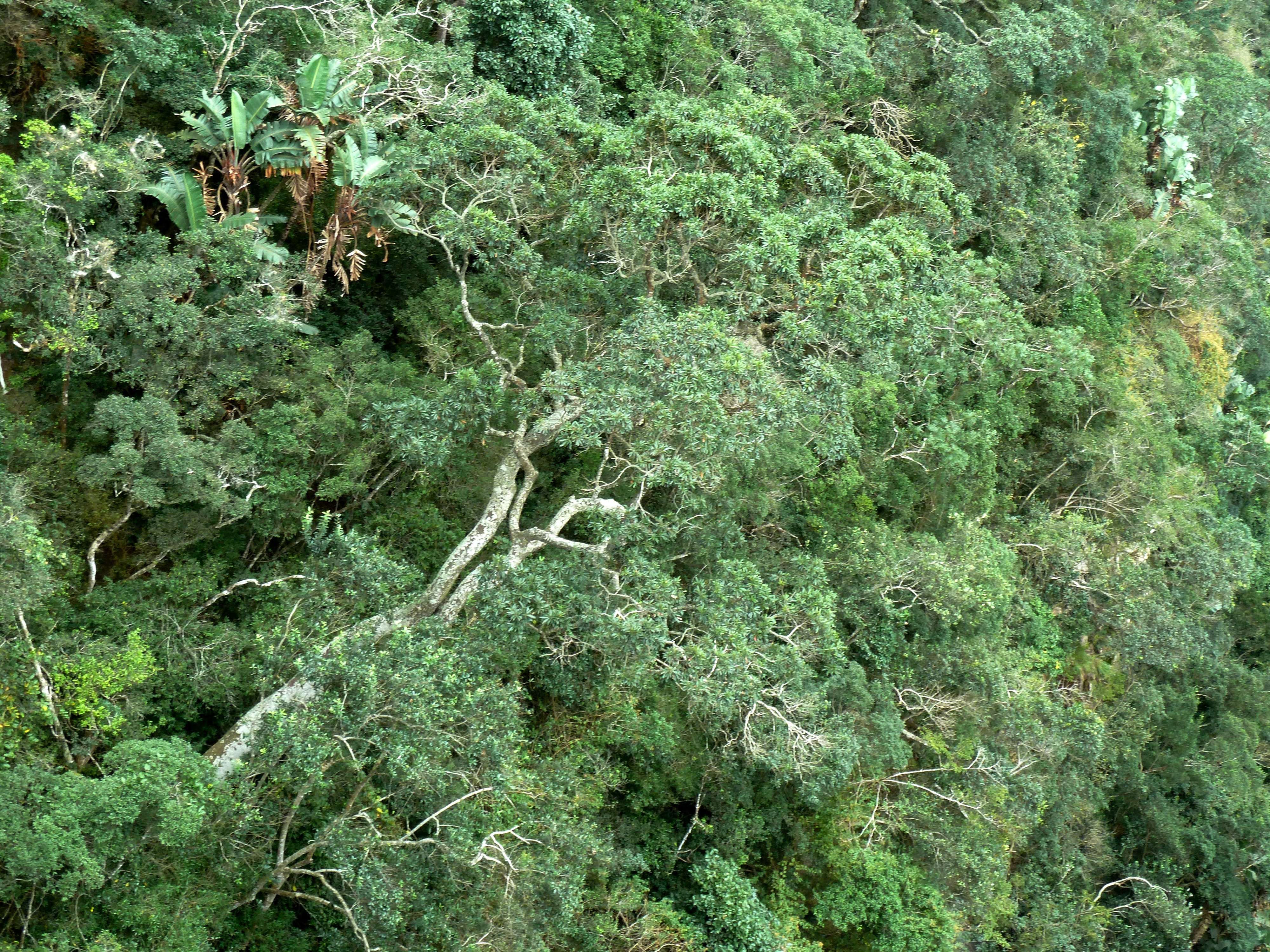